# Karanggintung (Kemranjen)
Karanggintung is een bestuurslaag in het regentschap Banyumas van de provincie Midden-Java, Indonesië. Karanggintung telt 3259 inwoners (volkstelling 2010).